# Nana Mouskouri
Nana Mouskouri (grec: Nάνα Μούσχουρη)  (Khanià, 13 d'octubre de 1934), nom artístic de Ioanna Múskhuri, grec: Ιωάννα Μούσχουρη, AFI [i.oˈana ˈnana ˈmusxuri], és una activista i cantant grega.
Enregistrà el seu primer àlbum al 1959, Tragudia apo Ellinika nisia i des d'aleshores ha enregistrat més de 120 àlbums a sis països diferents, ha enregistrat més de 1.550 cançons en diversos idiomes, incloent-hi el francès, el grec, l'anglès, l'alemany, el neerlandès, l'italià, el castellà, el japonès, el gal·lès, el cors i l'hebreu, i ha venut més de 300 milions de discos.

## Primers anys
La família de Mouschouri vivia a Khanià, on el seu pare, Konstantinos, treballava com a enginyer de projecció cinematogràfica en un cinema local. La seva mare, Aliki Katsaros, havia nascut al centre ferroviari de Corfú i també treballava al mateix cinema com a taxista. Quan Nana tenia tres anys, es van traslladar a Atenes. Durant l'Ocupació, el seu pare va participar activament en la resistència contra els invasors alemanys.

## Cantant
El 1950 entrà al Conservatori d'Atenes per estudiar música clàssica però començà a cantar música de jazz i va actuar al club Zaki d'Atenes, motiu pel qual va ser expulsada del centre acadèmic. El 1957 va gravar la seva primera cançó, «Fascination», i al 1958 va conèixer el compositor grec Manos Khatzidakis, que escrigué cançons per a ella. L'any 1959 participà al Festival inaugural de la Cançó Grega amb la canço «Kapou Iparhi I Agapi Mou», que va guanyar el primer premi.
Al Festival de la Cançó Grega de 1960 va interpretar dues composicions més de Hadjidakis, Timoria i Kiparissaki. Ambdues cançons van empatar al primer premi. Mouskouri va interpretar la composició de Kostas Iannidis, «Xypna Agapi Mou», al Festival de la Cançó Mediterrània, celebrat aquell any a Barcelona. La cançó va guanyar el primer premi i va signar un contracte de gravació amb Philips-Fontana, amb seu a París.
Representà Luxemburg al Festival d'Eurovisió del 1963.

## Política
Entre 1994 i 1999 fou diputada al Parlament Europeu pel partit conservador Nova Democràcia. El 2010 arran de la crisi econòmica mundial, la cantant va anunciar que renunciava a la pensió vitalícia que rebia com a europarlamentària.

## Discografia
| - Nana Mouskouri canta cançons populars gregues (1960) - I megales epitichies tis Nana Mouskouri (1961) - Ta prota mas tragoudia (1961) - The White Rose of Athens (1961) - Greece, Land of Dreams (1962) - The Girl From Greece Sings (1962) - Roses Blanches de Corfu (1962) - Ce Soir A Luna Park (1962) - Crois-Moi ça durera (1962) - Un homme est venu (1963) - Sings Greek Songs-Never On Sunday (1963) - Celui Que j'aime (1964) - The Voice of Greece (1964) - Chante en Grec (1965) - Nana Mouskouri et Michael Legrand (1965) - Griechische Gitarren mit Nana Mouskouri (1965) - Nana Mouskouri in Italia (1965) - Nana's Choice (1965) - Nana Sings (1965) - An Evening with Belafonte/Mouskouri (1966) - Le Cœur trop tendre (1966) - Strasse der hunderttausend Lichter (1966) - Nana Mouskouri in Paris (1966) - Moje Najlepse grčke pesme -Yugoslavia- (1966) - Pesme Moje zemlje -Yugoslavia- (1966) - Un souvenir du congres (1967) - Nana Mouskouri à l'Olympia (1967) - Showboat (1967) - Chants de mon pays (1967) - Singt Ihre Grossen Erfolge (1967) - Le Jour où la Colombe (1967) - Nana (1968) - What now my love (1968) - Une soirée avec Nana Mouskouri (1969) - Dans le soleil et dans le vent (1969) - Over and Over (1969) - The exquisite Nana Mouskouri (1969) - Mouskouri International (1969) - Grand Gala (1969) - Verzoekprogramma (1969) - Le Tournesol (1970) - Nana Recital 70 (1970) - Sings Hadjidakis (1970) - Turn On the sun (1970) - Bridge Over troubled water (1970) - My favorite Greek songs(1970)* - After Midnight (1971) - A Touch of French (1971) - Love story (1971) - Pour les enfants (1971) - Comme un soleil (1971) - A place in my heart (1971) - Chante la Grèce (1972) - Lieder meiner Heimat (1972) - Xypna Agapi mou (1972) - Christmas with Nana Mouskouri (1972) - British concert (1972) - Une voix... qui vivent du coeur (1972) - Spiti mou spitaki mou (1972) - Presenting...Songs from her TV series (1973) - Vieilles Chansons de France (1973) | - Chante Noël (1973) - Day is Done (1973) - An American album (1973) - Nana Mouskouri au théatre des champs-Elysées (1974) - Que je sois un ange... (1974) - Nana's Book of Songs (1974) - The most beautiful songs (1974) - Adieu mes amis (1974) - Le temps des cerises (1974) - If You Love me (1974) - The magic of Nana Mouskouri (1974) - Sieben Schwarze Rosen (1975) - Toi qui t'en vas (1975) - Träume sind Sterne (1975) - At The Albert Hall (1975) - Quand tu chantes (1976) - Die Welt ist voll Licht (1976) - Lieder die mann nie vergisst (1976) - Nana in Holland (1976) - Songs of the British isles (1976) - Love goes on (1976) - Quand Tu Chantes(1976) - An Evening with Nana Mouskouri (1976) - Ein Portrait (1976) - La récréation (1976) - Passport (1976) - Une voix (1976) - Alleluia (1977) - Glück ist wie ein Schmetterling (1977) - Star für Millionen (1977) - Geliebt und bewundert (1977) - Lieder, die die Liebe schreibt (1978)* - Nouvelles chansons de la Vieille France (1978) - Les enfants du Pirée (1978) - Roses and Sunshine (1979) - Vivre au Soleil (1979) - Sing dein Lied (1979) - Kinderlieder (1979) - Come with me (1980) - Vivre avec toi (1980) - Die stimme in concert (1980) - Wenn ich träum (1980) - Alles Liebe (1981) - Je Chante Avec Toi, Liberté (1981) - Ballades (1982) - Song for liberty (1982) - Farben (1983) - Quand on revient (1983) - La dame de cœur (1984) - Athina (1984) - I endekati entoli (1985) - Ma vérité (1985) - Alone (1985) - Libertad (1986) - Kleine Wahrheiten (1986) - Tu m'oublies (1986) - Why Worry? (1986) - Only Love (1986) - Love Me Tender (1987) - Tierra Viva (1987) - Du und Ich (1987) | - Par amour (1987) - Classique (1988) - A voice from the heart (1988) - The magic of Nana Mouskouri (1988) - Concierto en Aranjuez (1989) - Tout Simplement 1&2 (1989) - Weinachts Lieder (1989) - Taxidotis (1990) - Gospel (1990) - Only Love: The Best of Nana Mouskouri (1991) - Nuestras canciones 1&2 (1991) - Am Ziel meiner Reise (1991) - Côté Sud - Côté Cœur (1992) - Hollywood (1993) - Falling in Love again (1993) - Dix mille ans encore (1994) - Agapi in'i zoi (1994) - Nur ein Lied (1995) - Nana Latina (1996) - Hommages (1997) - Return to Love (1997) - The Romance of Nana Mouskouri (1997) - Concert for peace (1998) - Chanter la vie (1998) - As time goes by (1999) - The Christmas Album (2000) - At Her Very Best (2001) - Erinnerungen (2001) - Songs the whole world loves (2001) - Fille du soleil (2002) - Un bolero Por Favor (2002) - Ode to Joy (2002) - Nana Swings (2003) - Ich hab'gelacht, ich hab'geweint (2004) - L'Integrale/Collection-34 CD Box Set (2004) - A Canadian Tribute (2004) - I'll Remember You (2005) - Complete English Works/Collection-17 CD Box Set (2005) - Moni Perpato (2006) - Nana Mouskouri (Gold) (2 CD) (2006) - Le Ciel est Noir - les 50 plus belles chansons (3 CD) (2007) - The Ultimate Collection (2007) - Les 100 plus belles chansons (5 CD) (2007) - 50 Hronia Tragoudia (50 Years Of Songs) - Alma Latina Todas sus grabaciones en español (5CD) (2008) - The Best Of (Green Series) (2008) - The Very Best Of (Readers Digest 4 CD-Box) (2008) - The Ultimate Collection (Taiwan) (2CD) (2008) - 'The Greatest Hits: Korea Tour Edition (2 CD-Box) (2008) - Nana Mouskouri - Best Selection" (2009) - Nana sings (reissue) (2009) - Nana Mouskouri : Les hits (2009) - Meine Schönsten Welterfolge vol. 2" (2CD) (2009) - Les n°1 de Nana Mouskouri (Edition Limitée): (2CD) (2009) - La mas completa coleccion (2009) - Nana Mouskouri I (2009) - Nana Mouskouri : Highlights 娜娜穆斯库莉:精选" (2010) - As time goes by (Nana Mouskouri sings the Great Movie Themes)" (reissue) (2010) - The Danish Collection (reissue) (2010) - Nana Jazz (2010) |